# Rzędowice (powiat proszowicki)
Rzędowice – wieś w Polsce położona w województwie małopolskim, w powiecie proszowickim, w gminie Koniusza.
W latach 1975–1998 miejscowość należała administracyjnie do województwa krakowskiego. W Rzędowicach znajduje się Szkoła Podstawowa im. Bartosza Głowackiego, urodzonego prawdopodobnie w tej wsi ok. 1758 r. uczestnika insurekcji kościuszkowskiej.
| SIMC    | Nazwa  | Rodzaj     |
| ------- | ------ | ---------- |
| 0323737 | Stawik | przysiółek |